# Compton-Lagune
Die Compton-Lagune ist eine Lagune im Nordosten der Insel Heard im südlichen Indischen Ozean. Sie liegt an der Mündung des Compton-Gletschers zwischen dem Gilchrist Beach und dem Fairchild Beach.
Benannt ist die Lagune in Verbindung mit dem gleichnamigen Gletscher. Dessen Namensgeber ist George Spencer Compton (1921–2010), ein Assistenzgeodät bei einer 1948 durchgeführten Kampagne der Australian National Antarctic Research Expeditions in dieses Gebiet.